# Salvatore Caruso
Salvatore Caruso (Avola, 15 december 1992) is een Italiaanse tennisser. In zijn carrière won hij één challenger-toernooi in het dubbelspel en twee in het enkelspel.

## Palmares
| Legenda                       | Legenda               |
| ----------------------------- | --------------------- |
| Grand Slam                    |                       |
| Olympische Spelen             |                       |
| tot 2009                      | vanaf 2009            |
| Tennis Masters Cup            | ATP Finals            |
| ATP Masters Series            | ATP Tour Masters 1000 |
| ATP International Series Gold | ATP Tour 500          |
| ATP International Series      | ATP Tour 250          |

### Enkelspel
| Gewonnen challengers |                  |           |        |                |          |
| 1.                   | 2 september 2018 | Como      | Gravel | Cristian Garín | 7-5, 6-4 |
| 2.                   | 6 oktober 2019   | Barcelona | Gravel | Jozef Kovalik  | 6-4, 6-2 |

### Dubbelspel
| Nr.                              | Datum            | Toernooi           | Ondergrond | Partner           | Tegenstander in finale             | Score            | Details |
| -------------------------------- | ---------------- | ------------------ | ---------- | ----------------- | ---------------------------------- | ---------------- | ------- |
| Verloren finales herendubbel     |                  |                    |            |                   |                                    |                  |         |
| 1.                               | 23 februari 2020 | ATP Rio de Janeiro | Gravel     | Federico Gaio     | Marcel Granollers Horacio Zeballos | 4-6, 7-5, [7-10] | Details |
| Gewonnen challengers herendubbel |                  |                    |            |                   |                                    |                  |         |
| 1.                               | 16 juli 2017     | Perugia            | Gravel     | Jonathan Eysseric | Nicolás Kicker Fabrício Neis       | 6-3, 6-3         |         |

## Resultaten grote toernooien
| Legenda | Legenda                          |
| ------- | -------------------------------- |
| g.t.    | geen toernooi gehouden           |
| l.c.    | lagere categorie                 |
| –       | niet deelgenomen                 |
| G       | uitgeschakeld in de groepsfase   |
| 1R      | uitgeschakeld in de eerste ronde |
| 2R      | uitgeschakeld in de tweede ronde |
| 3R      | uitgeschakeld in de derde ronde  |
| 4R      | uitgeschakeld in de vierde ronde |
| KF      | uitgeschakeld in de kwartfinale  |
| HF      | uitgeschakeld in de halve finale |
| F       | de finale verloren               |
| W       | het toernooi gewonnen            |
| w-v     | winst/verlies-balans             |

### Enkelspel
| grandslamtoernooien  |     |      |      |      |    |
| Australian Open      | –   | 1R   | –    | 1R   | 2R |
| Roland Garros        | –   | –    | 3R   | 1R   | 1R |
| Wimbledon            | –   | –    | 1R   | g.t. | 1R |
| US Open              | –   | –    | –    | 3R   |    |
| ATP Masters 1000     |     |      |      |      |    |
| Indian Wells         | –   | –    | –    | g.t. |    |
| Miami                | –   | –    | –    | g.t. | 1R |
| Monte Carlo          | –   | –    | –    | g.t. | 2R |
| Madrid               | –   | –    | –    | g.t. | –  |
| Rome                 | 1R  | –    | –    | 2R   | 1R |
| Montreal/Toronto     | –   | –    | –    | g.t. |    |
| Cincinnati           | –   | –    | –    | 1R   |    |
| Shanghai             | –   | –    | –    | g.t. |    |
| Parijs               | –   | –    | –    | 1R   |    |
| olympisch            |     |      |      |      |    |
| Olympische Spelen    | –   | g.t. | g.t. | g.t. |    |
| statistieken         |     |      |      |      |    |
| totaal aantal titels | 0   | 0    | 0    | 0    | 0  |
| eindejaarsranking    | 253 | 158  | 96   | 76   |    |

### Dubbelspel
| grandslamtoernooien  |    |
| Australian Open      | 1R |
| Roland Garros        | 1R |
| Wimbledon            | 1R |
| US Open              |    |
| statistieken         |    |
| totaal aantal titels | 0  |
| eindejaarsranking    |    |